# 巴沙尔·阿萨德
巴沙尔·阿萨德（阿拉伯語：بشار الأسد，羅馬化：Baššār al-ʾAsad，黎凡特阿拉伯語發音：[baʃˈʃaːr elˈʔasad]；1965年9月11日—），叙利亚复兴党政权末任总统兼武装部队总司令、叙利亚阿拉伯复兴社会党地区领导机构末任书记、元帅军衔。
他是已故前总统哈菲兹·阿萨德之次子，于2000年出任总统，2007年、2014年、2021年一连三度宣布连任。2024年12月8日，叙利亚反对派攻占首都大马士革并宣布已经推翻阿萨德的復興黨政權，阿萨德本人已乘机离开叙利亚。路透社後來報道，阿萨德從首都大馬士革乘坐飛機逃亡並到達俄羅斯首都莫斯科；俄媒塔斯社亦報道指阿薩德與家人已逃亡至莫斯科，並獲得俄國政府庇護。

## 早年
1965年9月11日，巴沙尔·阿萨德出生于大马士革，家鄉位于叙利亚拉塔基亚省卡尔达哈区。
阿薩德在大馬士革大學學習醫學，並於1988年畢業。然後他在軍醫院眼科行醫，於1992年到英国倫敦的西區眼科醫院學習，并结识了后来成为其妻子的阿斯玛·阿萨德。巴沙尔原来想成为一名眼科医师，在政治上则并没有太多的抱负。
但在1994年，因其父原本培养的接班人巴塞勒·阿萨德（巴沙尔长兄），在一次車禍中去世，他的父親希望他接替巴塞勒·阿萨德擔任敘利亞領導人。因此阿薩德回到敘利亞的家，以「溫和的眼科醫師」形象出現在敘利亞公眾前並獲得支持。他來到霍姆斯軍事學院，五年後成為一名上校。他作為他父親的顧問，採取行動打擊腐敗。

## 总统

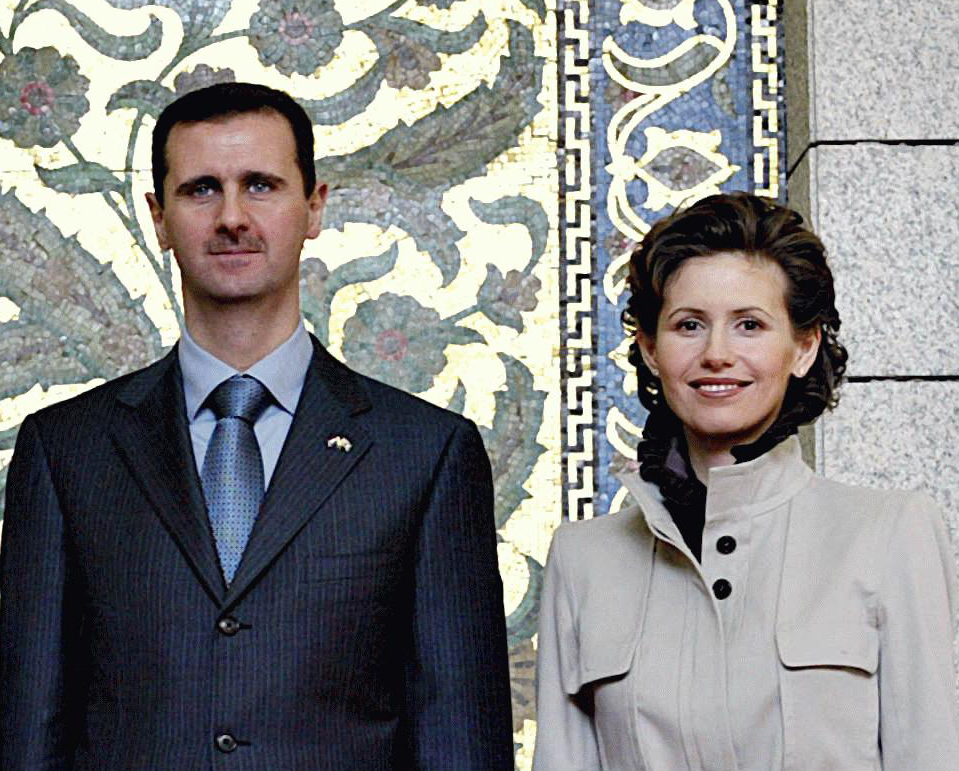
巴沙爾和第一夫人阿斯玛·阿萨德

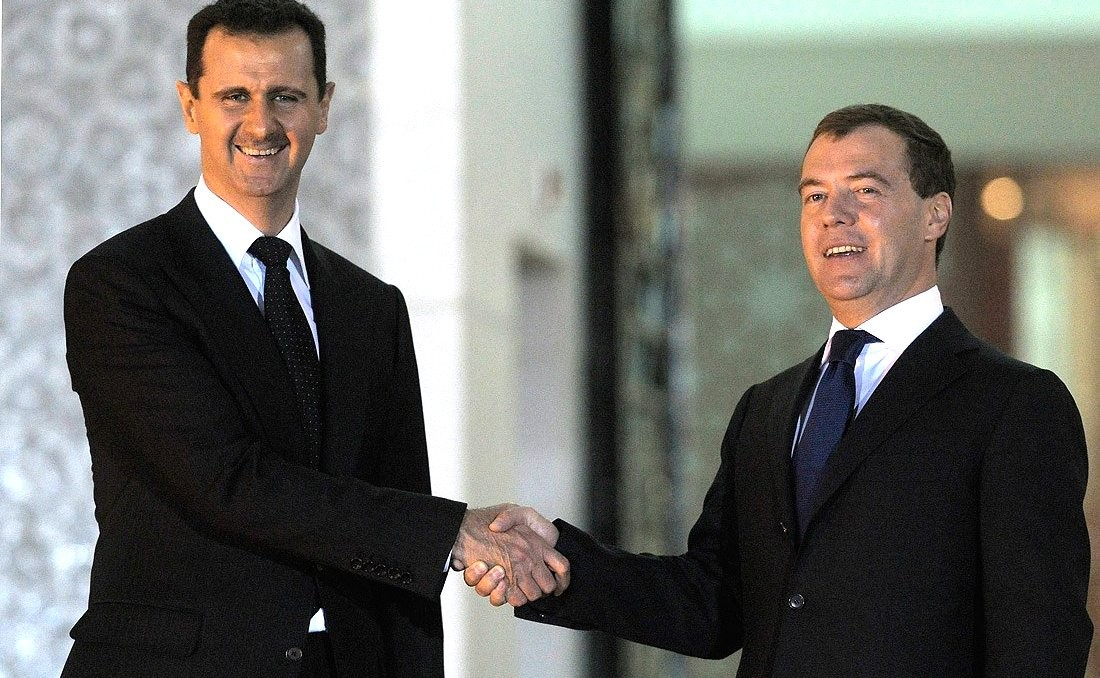
巴沙爾和俄羅斯總统梅德韋傑夫（2010年）

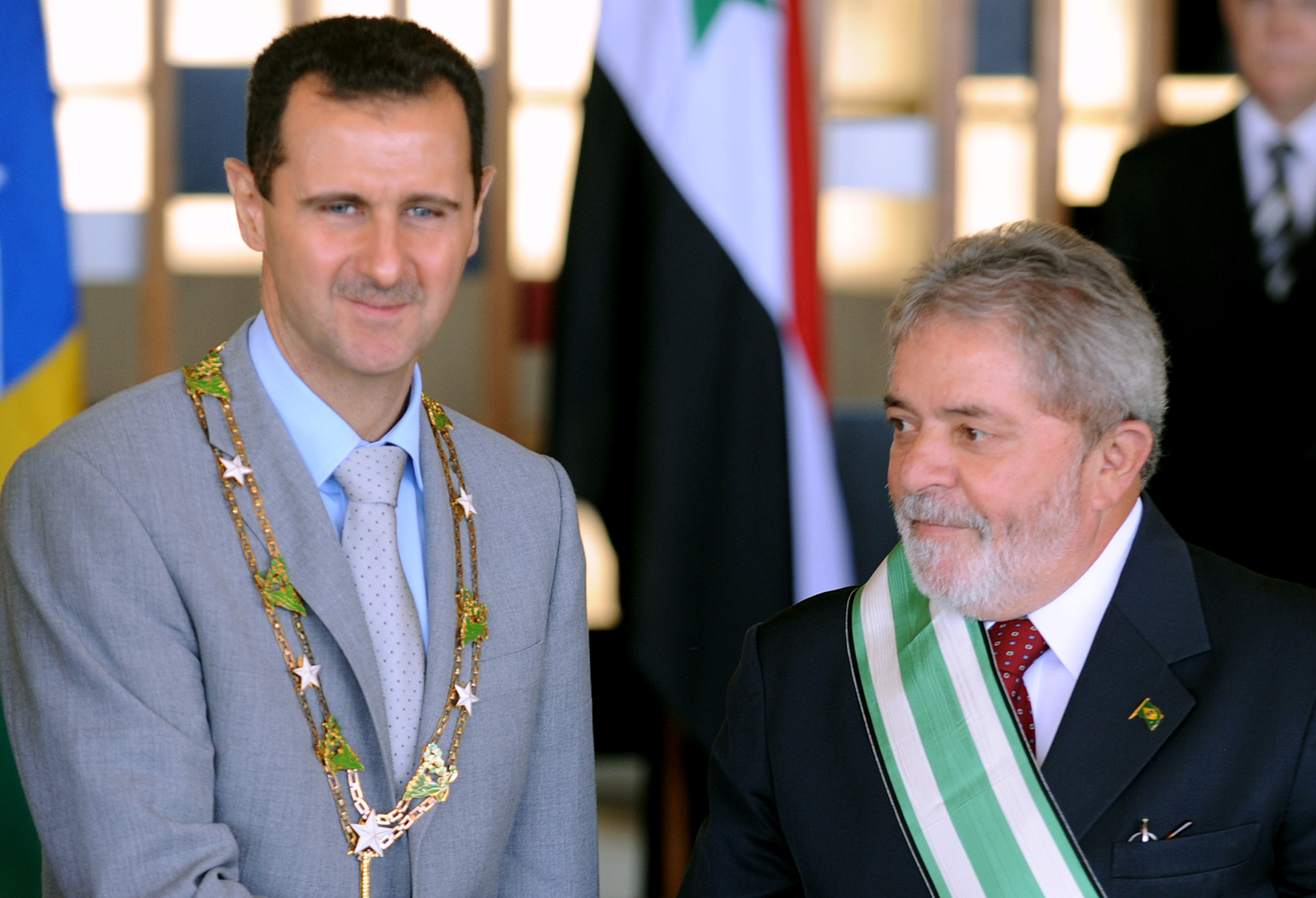
巴沙爾和巴西總統卢拉（2010年）

2000年哈菲兹·阿萨德去世后，根據敘利亞法律規定，總統必須至少40歲，叙利亚议会立即将宪法规定的总统年龄下限从40岁调低到34岁，7月巴沙尔顺利当选。他也任武裝部隊總司令，並成為敘利亞復興黨領導人。巴沙尔当政之初承诺将在叙利亚进行政治和经济制度改革，但是成效甚微。上台后，主要着手于叙利亚的经济建设，而在政治改革方面则趋向停滞。
巴沙尔·阿萨德家族属于阿拉维派教徒（伊斯兰教什叶派的支派，占什叶派人口的13%）。由于穆斯林占叙利亚人口的87%，其中逊尼派占74%，什叶派占13%，所以阿拉维派仅占叙利亚总人口约10%。不过，阿拉维派人士控制着该国的安全部队，叙利亚政府也一直完全依靠着阿拉维派控制的军队来打击反对政府的人：巴沙尔的弟弟，马赫尔·阿萨德领导着该国精锐部队——共和国卫队和第四装甲部队；巴沙尔的姐夫，阿瑟夫·沙乌卡特（巴沙尔的姐姐布舒拉·阿萨德的丈夫）是军队的副总参谋长。
这些都使得逊尼派民众产生了深深的怨恨。作为该国少数种族的库尔德人也为此产生许多抱怨和抗议行为。他維持其父過去的世俗伊斯蘭路線，反對伊斯蘭原教旨主義。
巴沙尔坚决反对美国在2003年发动的伊拉克战争。2007年，巴沙爾在大选中以99%得票率連任，開始第二個七年的總統任期。2014年，巴沙爾連任，開始第三個七年的總統任期。2021年，巴沙爾再次連任，開始第四個七年的總統任期。

## 内战
2011年1月下旬开始，叙利亚爆发了大规模的反政府示威，巴沙尔及其政府正面临着执政危机。2011年1月31日，《华尔街日报》采访了总统巴沙尔·阿萨德，他表示现在是时候开始改革了；对于发生在突尼斯，埃及和也门等国的运动的看法时，他说中东已经到了一个新时代，阿拉伯统治者需要做更多改变以适应民众不断崛起的经济需要和政治诉求。
巴沙尔曾表态叙利亚不会受到埃及示威运动的影响。阿萨德的顾问夏班指责逊尼派教士们煽动了逊尼派民众的叛乱。
2012年3月15日，聯合國秘書長潘基文在敘利亞衝突爆發一周年之際再次發出呼吁，要求敘利亞各派結束一切暴力行為，通過和平手段解決危機。潘基文在3月15日發表的一份書面聲明中指出，一年前的今天，敘利亞民眾走上大馬士革街頭，他們呼吁權利和自由的和平示威運動，在幾天內得到了來自其他城市民眾的響應。然而，敘利亞當局卻對此予以鎮壓，加上不明武裝分子多次策動襲擊，導致遠遠超過8000人死亡，包括大量平民與一部分士兵。
2014年6月3日，敘利亞舉行自阿萨德家族1970年上台以來首次舉行的差額總統選舉，結果，巴沙尔·阿塞德以88.7%當選，成功連任。
6月4日，叙利亚人民议会议长拉哈姆宣布，现任总统巴沙尔·阿萨德在3日举行的总统选举中胜出，成功连任。《紐約時報》認爲，這場選舉「不過是阿薩德進行自我炫耀的一場把戲」，該投票缺乏公正性。
另外，敘利亞反對派還針對這次投票上傳了一段影片，在影片的末尾，一名男子把垃圾丟進了一個外觀與投票箱相似的垃圾箱裏。
2017年4月6日，美國總統川普晚間下令駐地中海美國海軍，向敘利亞政府軍霍姆斯空軍基地，發射五十九枚「戰斧」巡弋飛彈，制裁總統阿萨德。政府軍四日疑似使用沙林毒氣，攻擊該國西北部由反抗軍佔領的伊德利卜省汗舍孔鎮，造成包括兒童在內上百人傷亡的慘劇。美國國防部官員6日深夜強調，此次軍事行動是一次性，美國無意加深涉入敘利亞內戰。2017年9月，联合国战争罪调查员正式指控叙利亚政府对汗谢洪的沙林袭击事件中，造成83人死亡，近300人受伤。国际调查委员也记录了2013年3月至2017年3月期间在叙利亚发生的25起化学袭击事件，其中20起是由政府军实施的，主要是针对平民。
2019年11月，阿薩德在鲁普雷訪問中再度指控美國“資助恐怖份子”打擊敘利亞政府與其盟友。

### 快速垮台
2024年11月下旬起，反抗军在该国西北部开始发动攻势，快速接连拿下阿勒颇、哈马、霍姆斯等重镇，加上南部东南部的反对派武装逐渐包围首都。2024年12月，反抗軍攻佔敘利亞首都大馬士革，敘利亞總統家属据称已离开叙利亚，巴沙尔本人下落不明。路透社後來報道，敘利亞總統巴沙爾從首都大馬士革乘坐飛機，往海岸地區自己的根據地時，飛機在地圖失蹤。報道引述敘利亞消息人士指，如果巴沙爾在機上且萬一失事，很可能已經喪生。
後來俄羅斯宣布，巴沙爾及其親人已經飛抵莫斯科，並且獲得庇護，並且阿萨德也不再是敘利亞總統。數日後一份聲明中，他否認逃亡而是跟隨俄軍行動，不過此前似乎轉移了相當的資產。

### 被新政府通缉
2024年12月，叙利亚新领导人阿布·穆罕默德·朱拉尼领导的临时政府悬赏1000万美元通缉前总统巴沙尔·阿萨德，声称其“必须为叙利亚人民的贫困、饥饿和社会动荡负责。”2025年1月下旬，俄罗斯官方代表团对叙利亚进行首次正式访问，叙利亚新政府在会谈期间要求莫斯科“意识到过去的错误”，并要求引渡前总统阿萨德。

## 荣誉

### 外国勋章奖章
- 芬兰白玫瑰大十字勋章附颈饰（芬兰，2009年[30]）

## 关联条目
- 阿萨德家族
- 叙利亚内战
- 阿拉伯之春

## 延伸阅读
- Bashar Al-Assad (Major World Leaders) by Susan Muaddi Darraj, (June 2005, Chelsea House Publications) ISBN 0-7910-8262-8 for young adults
- Syria Under Bashar Al-Asad: Modernisation and the Limits of Change (Adelphi Papers) by Volker Perthes, (2004, Oxford University Press) ISBN 0-19-856750-2
- Bashar's First Year: From Ophthalmology to a National Vision (Research Memorandum) by Yossi Baidatz, (2001, Washington Institute for Near East Policy) ISBN B0006RVLNM
- Syria: Revolution From Above by Raymond Hinnebusch (Routledge; 1st edition, August 2002) ISBN 0-415-28568-2
- 奉阿拉之名Syria：Behind The Lines 美國公共電視PBS紀錄片